# Symbion
Symbion är ett släkte av djur som ensamt ingår i stammen ringbärare. Släktet innehåller endast de två arterna Symbion americanus Symbion pandora.